# 柳沢三千代
柳沢 三千代（やなぎさわ みちよ、1963年7月26日 - ）は、日本の女性声優、ナレーター。大阪府出身。青二プロダクション所属。

## 略歴
日本大学芸術学部演劇学科在籍中に如月小春が主宰する劇団・NOISEに加入した。
東京都医師会広報誌『元気がいいね』のインタビューの中で、演劇を学ぶ理由として「もともとは小学校の教師になることを夢見ており、教育に応用できると思ったから」と話しており、劇団での活動を通じて表現することへの思いが強まったとも話している。
師匠である如月の後押しを受ける形で、大学卒業後に声優への道に進み、青二プロダクションに所属した。
1988年に放送開始された『それいけ!アンパンマン』にて、主要キャラクターの一人であるカレーパンマンを演じている。

## 人物
音域はA - E。方言は関西弁。
多数のアニメ、テレビ、洋画、ラジオ、ゲーム等で活躍している。
資格・免許は教員免許（国語/中学校教諭1級・高等学校教諭二級）。趣味はピラティス。特技はロボットの所作。

## 出演
太字はメインキャラクター。

### テレビアニメ
1986年
- 聖闘士星矢（1986年 - 1989年、タツヤ、シド〈少年時代〉）

1987年
- ゲゲゲの鬼太郎（第3作）（猫ダコ、シャイ）

1988年
- 仮面の忍者 赤影（松千代）
- キテレツ大百科（刈野ヨネ〈3代目〉、チビ丸、メガネの女学生）
- それいけ!アンパンマン（1988年 - 、カレーパンマン、かびるんるん、カバオくん〈初代〉、エスカ〈初代〉、カモメの水平さん、わらい虫、いじめっこなかもめ、シャーベットくん〈3代目〉 他）
- ビックリマン（助っ人O2、ブンドキーン）
- ひみつのアッコちゃん（タモツ）

1989年
- 悪魔くん（1989年 - 1990年、埋れ木エツ子）
- 新ビックリマン（1989年 - 1990年、メルクリン、サイキュロス）

1990年
- それいけ!アンパンマン みなみの海をすくえ!（カレーパンマン）
- ドラゴンボールZ（少年）
- 美味しんぼ（1990年 - 1992年、子供C、子供A、男の子）

1991年
- おぼっちゃまくん（満寿夫）
- まじかる☆タルるートくん（伊知川武伊〈初代〉）
- YAWARA!（1991年 - 1992年、鹿取）
- わたしとわたし ふたりのロッテ（マルグリット）

1992年
- ツヨシしっかりしなさい（1992年 - 1993年、男の子A、スケバンC、翔太、お婆さん）
- 21エモン（ドッチ）
- スーパービックリマン（お助けさん）

1993年
- 蒼き伝説シュート!（浩子）
- 機動戦士Vガンダム（エリシャ・クランスキー、ブラスタ・イエリネス）

1994年
- 赤ずきんチャチャ（チーター君）
- 機動武闘伝Gガンダム（ミン）

1995年
- ぼのぼの（フェネックギツネくん）

1996年
- 地獄先生ぬ〜べ〜（山口晶）

2000年
- 名探偵コナン（2000年 - 2012年、金田佳奈美、西村佐知子、佐竹好実）

2002年
- 機動戦士ガンダムSEED（エリカ・シモンズ）
- ポケットモンスター（ヤケイシ）

2004年
- 機動戦士ガンダムSEED DESTINY（エリカ・シモンズ）

2006年
- 祝!(ハピ☆ラキ)ビックリマン（2006年 - 2007年、超聖使マゼンタレイア / 聖クィーンタレイア）

2007年
- ラブ★コン（大谷の母）

2009年
- ちびまる子ちゃん（2009年 - 2016年、田中さん、おかみ、おばあさんA、タバコ屋のおばあさん）

2025年
- 沖縄で好きになった子が方言すぎてツラすぎる（師匠）

### 劇場アニメ
1987年
- 聖闘士星矢 邪神エリス（タツヤ）

1989年
- それいけ!アンパンマン キラキラ星の涙（カレーパンマン）

1990年
- 悪魔くん ようこそ悪魔ランドへ!!（埋れ木エツ子）
- それいけ!アンパンマン ばいきんまんの逆襲（カレーパンマン）

1991年
- うしろの正面だあれ（中根孝之輔）
- それいけ!アンパンマン とべ! とべ! ちびごん（カレーパンマン）
- それいけ!アンパンマン ドキンちゃんのドキドキカレンダー（カレーパンマン）

1992年
- それいけ!アンパンマン つみき城のひみつ（カレーパンマン）
- それいけ!アンパンマン アンパンマンとゆかいな仲間たち（カレーパンマン）

1993年
- それいけ!アンパンマン 恐竜ノッシーの大冒険（カレーパンマン）

1994年
- それいけ!アンパンマン リリカル☆マジカルまほうの学校（カレーパンマン）
- それいけ!アンパンマン みんな集まれ! アンパンマンワールド（カレーパンマン）

1995年
- それいけ!アンパンマン ゆうれい船をやっつけろ!!（カレーパンマン）

1996年
- それいけ!アンパンマン 空とぶ絵本とガラスの靴（カレーパンマン）
- それいけ!アンパンマン ばいきんまんと3ばいパンチ（カレーパンマン）
- (超)劇場版!地獄先生ぬ〜べ〜（山口晶）

1997年
- 地獄先生ぬ〜べ〜 午前0時ぬ〜べ〜死す!（山口晶）
- 地獄先生ぬ〜べ〜 恐怖の夏休み!! 妖しの海の伝説!（山口晶）
- それいけ!アンパンマン 虹のピラミッド（カレーパンマン）
- それいけ!アンパンマン ぼくらはヒーロー（カレーパンマン）
- 地球が動いた日（お母さん）

1998年
- それいけ!アンパンマン てのひらを太陽に（カレーパンマン）

1999年
- それいけ!アンパンマン 勇気の花がひらくとき（カレーパンマン）

2000年
- それいけ!アンパンマン 人魚姫のなみだ（カレーパンマン）

2001年
- それいけ!アンパンマン ゴミラの星（カレーパンマン）

2002年
- それいけ!アンパンマン ロールとローラ うきぐも城のひみつ（カレーパンマン）

2003年
- それいけ!アンパンマン ルビーの願い（カレーパンマン）

2004年
- それいけ!アンパンマン 夢猫の国のニャニイ（カレーパンマン）
- フイチンさん（フイチン）

2005年
- それいけ!アンパンマン ハピーの大冒険（カレーパンマン）
- それいけ!アンパンマン くろゆき姫とモテモテばいきんまん（カレーパンマン）
- NAGASAKI 1945 アンゼラスの鐘

2006年
- それいけ!アンパンマン いのちの星のドーリィ（カレーパンマン）
- それいけ!アンパンマン コキンちゃんとあおいなみだ（カレーパンマン）

2007年
- それいけ!アンパンマン シャボン玉のプルン（カレーパンマン）
- それいけ!アンパンマン ホラーマンとホラ・ホラコ（カレーパンマン）

2008年
- それいけ!アンパンマン 妖精リンリンのひみつ（カレーパンマン）
- それいけ!アンパンマン ヒヤヒヤヒヤリコとばぶ・ばぶばいきんまん（カレーパンマン）

2009年
- それいけ!アンパンマン だだんだんとふたごの星（カレーパンマン）

2010年
- それいけ!アンパンマン ブラックノーズと魔法の歌（カレーパンマン）
- それいけ!アンパンマン はしれ!わくわくアンパンマングランプリ（カレーパンマン）

2011年
- それいけ!アンパンマン すくえ! ココリンと奇跡の星（カレーパンマン）

2012年
- かっぱのすりばち（かあちゃん、ナレーション）
- それいけ!アンパンマン よみがえれ バナナ島（カレーパンマン）
- それいけ!アンパンマン リズムでてあそび アンパンマンとふしぎなパラソル（カレーパンマン）

2013年
- それいけ!アンパンマン とばせ! 希望のハンカチ（カレーパンマン）
- それいけ!アンパンマン みんなでてあそび アンパンマンといたずらオバケ（カレーパンマン）

2014年
- それいけ!アンパンマン りんごぼうやとみんなの願い（カレーパンマン）
- それいけ!アンパンマン たのしくてあそび ママになったコキンちゃん!?（カレーパンマン）

2015年
- それいけ!アンパンマン ミージャと魔法のランプ（カレーパンマン）
- それいけ!アンパンマン リズムでうたおう! アンパンマン夏まつり（カレーパンマン）

2016年
- 風のように（ナレーション）
- それいけ!アンパンマン おもちゃの星のナンダとルンダ（カレーパンマン）

2017年
- それいけ!アンパンマン ブルブルの宝探し大冒険!（カレーパンマン）

2018年
- それいけ!アンパンマン かがやけ!クルンといのちの星（カレーパンマン）

2019年
- それいけ!アンパンマン きらめけ!アイスの国のバニラ姫（カレーパンマン）

2021年
- それいけ!アンパンマン ふわふわフワリーと雲の国（カレーパンマン）

2022年
- それいけ!アンパンマン ドロリンとバケ〜るカーニバル（カレーパンマン）

2023年
- それいけ!アンパンマン ロボリィとぽかぽかプレゼント（カレーパンマン）

2024年
- 機動戦士ガンダムSEED FREEDOM（エリカ・シモンズ）
- それいけ!アンパンマン ばいきんまんとえほんのルルン（カレーパンマン）
- 小さなジャムとゴブリンのオップ

2025年
- それいけ!アンパンマン チャポンのヒーロー!（カレーパンマン）

### OVA
- ウルトラ・スーパー・デラックスマン（1990年、謎の女）
- たいまんぶるうす レディース編 真由美（1990年）
- 地獄先生ぬ〜べ〜 決戦!陽神の術vs壁男（1998年、山口晶）
- 地獄先生ぬ〜べ〜 なぞなぞ七不思議・ブキミちゃん（1998年、山口晶）
- 地獄先生ぬ〜べ〜 史上最大の激戦! 絶鬼来襲!!（1999年、山口晶）

### Webアニメ
- 悪魔くん（2023年、埋れ木エツ子[41]）

### パイロットアニメ
- くるくるクルミちゃん（2015年、お母さん[42][43]）

### ゲーム
- スーパーリアル麻雀PVI（1996年、栗原真理）
- 地獄先生ぬ〜べ〜（1997年、山口晶）
- ブシドーブレード（1997年、御門）
- 子育てクイズ マイエンジェル3 マイリトルペット（1998年、娘）
- ブシドーブレード弐（1998年、御門）
- SDガンダム GGENERATION（2007年 - 2009年、エリシャ・クランスキー） - 2作品[一覧 1]
- アンパンマン にこにこパーティ（2010年、カレーパンマン）

### ドラマCD
- テイルズ オブ エターニア（ロサージュ母）
- テイルズ オブ ファンダム Vol.1（アミィの母）
- トランスフォーマー キスぷれ（天桜一滴）

### 吹き替え

#### 映画
- エージェント・コーディ ミッション in LONDON（コーディの母）
- マペットめざせブロードウェイ!（ブルック・シールズ）※CBS / FOXビデオ版

#### ドラマ
- ジム・ヘンソンのストーリーテラー（通行人〈ダイアナ・パヤン〉）
- 名探偵モンク7（ノーマン）

### テレビ番組
- 1周回って知らない話（日本テレビ）
- ザ!情報ツウ（カモノハシ、ジョウホウトール君）

### 特撮
- 激走戦隊カーレンジャー（1996年、LLオネネの声）

### 人形劇
- 大好き!ねんどママ（ねんどママ）

### ナレーション
- 高校講座・世界史（NHK教育）
- きれいの魔法（NHK教育）
- 長い長い殺人（財布：ナレーション）
- 歴史発見 城下町へ行こう!（BS朝日）
- AKB自動車部（フジテレビ）
- AKBでアルバイト（フジテレビ）
- おはようナイスデイ（フジテレビ）
- 淳・ぱるるの○○バイト!（フジテレビ）
- レッツ!（日本テレビ）
- Live News it!（フジテレビ） - 特報ふコーナーナレーション罠の戦争 ナレーション

### 舞台
- WAKU - ウェイバックマシン（2013年12月7日アーカイブ分） プロデュースvol.15 Michell〜いるといないは天と地〜（2010年12月、赤坂レッドシアター提携公演）
- はんなりラヂオプロデュース公演 その13「はんなり☆夏語り〜想〜 松竹新喜劇 裏十八番の内 鼓」（2024年8月、赤坂レッドシアター）[44]

### シリーズ一覧
1. ↑  『SPIRITS』（2007年）、『WARS』（2009年）

### 初出話一覧
1. ↑  第12話初出